# Фонтура, Антониу Висенти да
Антониу Висенте (Висенте) да Фонтура (порт. Antônio Vicente da Fontoura, 16 июня 1807 — 20 октября 1860) — бразильский государственный деятель. Он был одним из главных политических лидеров Республики Риу-Гранди во время Войны Фаррапус (1835–1845) и главным переговорщиком по мирному договору Пончо-Верде с Бразильской империей.

## Ранние годы
Фонтура родился 16 июня 1807 года в городе Риу-Парду в семье португальского землемера Эйсебиу Антониу Гонсалвиса и Висенсии Кандиды да Фонтура из семьи пионеров из Риу-Гранди-ду-Сул, самого южного штата Бразилии. Будучи подростком, он переехал в соседний город Кашуэйра-ду-Сул и в конце 1820-х годов занялся розничной торговлей. Его участие в политике началось в возрасте 23 лет, когда он был избран городским советником Кашуэйра-ду-Сул.

## Война Фаррапус (1835–45)

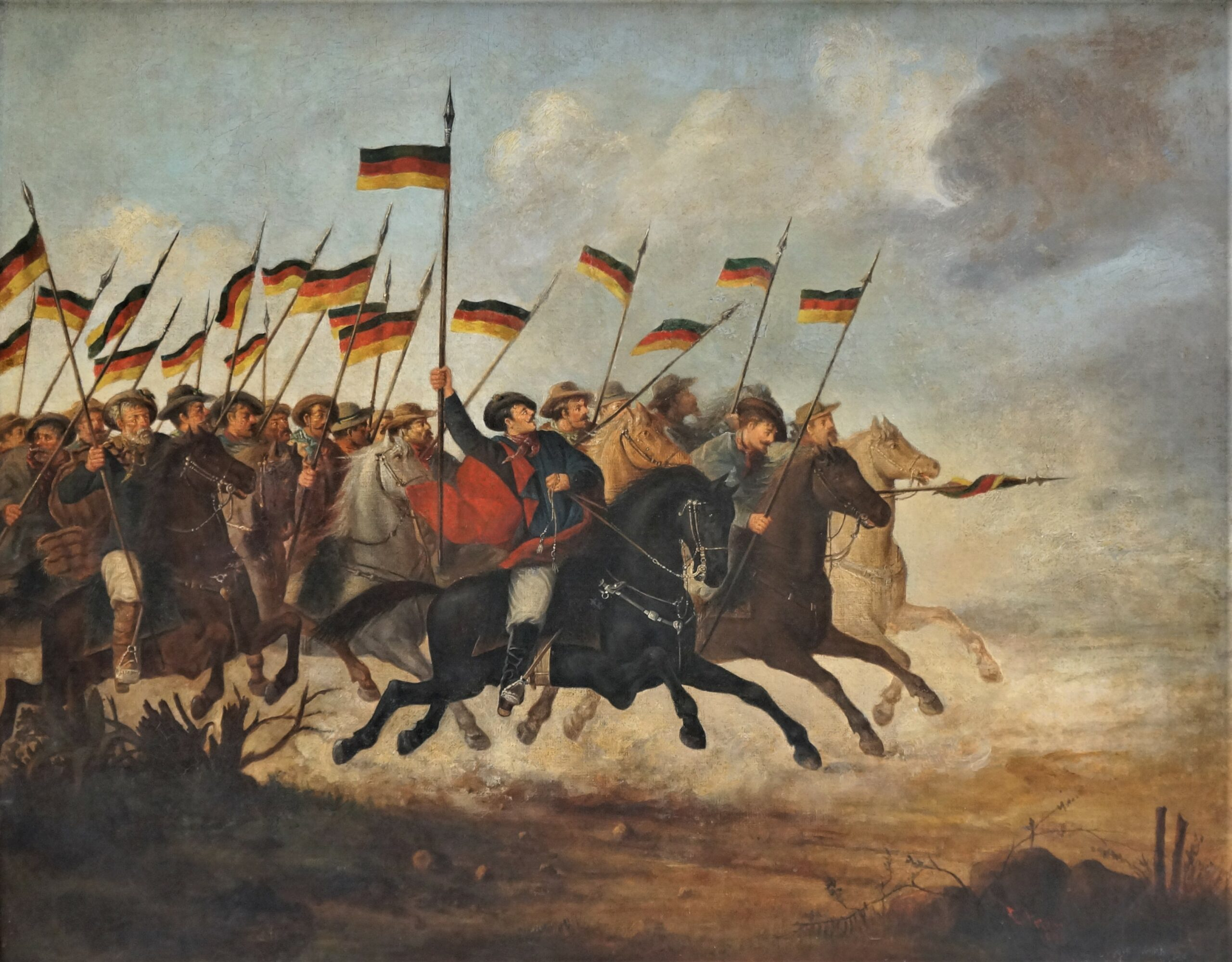
Атака армии Риу-Гранди

Будучи связанным с экономическими интересами скотоводов Южной Бразилии, Фонтура был ярым критиком экономической политики центрального правительства Бразилии, которое отдавало предпочтение зонам экспорта сырьевых товаров в ущерб ориентированной на внутренний рынок экономике Риу-Гранди-ду-Сул. В то же время, будучи масоном и читателем либеральных философов, Фонтура питал укоренившуюся антипатию к монархическому режиму Бразилии.
В начале войны Фаррапус 20 сентября 1835 года Фонтура присоединился к повстанцам и взял на себя командование ополчением в Риу-Парду и Кашуэйра-ду-Сул. В 1841 году он был назначен министром финансов  Республики Риу-Гранди. Избранный в Конституционную ассамблею (Учредительное собрание) 1842–1843 годов, он постепенно стал лидером оппозиционной партии главному военному командиру восстания Бенту Гонсалвису да Силве. Несмотря на свои республиканские идеалы, Фонтура не был сторонником независимости Риу-Гранди-ду-Сул любой ценой. По мере развития военных действий он пришел к убеждению, что дипломатические усилия будут предпочтительнее дальнейшей военной эскалации конфликта, которая нанесла бы ещё больший ущерб экономике штата. 

## Главный переговорщик
В конце 1844 года все лидеры повстанцев сплотились вокруг Фонтуры и выбрали его главным переговорщиком на переговорах с центральным правительством Бразилии. Направленный в Рио-де-Жанейро, тогдашнюю столицу Бразильской империи, он сумел договориться о соглашении, которое позволило мирно и почётно реинтегрировать Риу-Гранди-ду-Сул в Бразилию. Находясь в Рио, несмотря на свою умиротворяющую позицию, Фонтура отказался поцеловать руку императору Педру II, заявив, что он «ещё не бразильский подданный». 
Подписанное 1 марта 1845 года Мирное соглашение Понче-Верде предоставило амнистию лидерам республиканцев, предусматривало финансовую компенсацию для Риу-Гранди-ду-Сул и гарантировало освобождение всех африканских рабов, служивших в армии Риу-Гранди.

## Поздние годы
После окончания войны Фонтура вернулся в политику Кашуэйра-ду-Сул, став лидером Либеральной партии, и продолжил заниматься своим розничным бизнесом. В день местных выборов 8 сентября 1860 года он был заколот на политическом митинге и умер в следующем месяце.